# Ústřední rada Židů v Německu

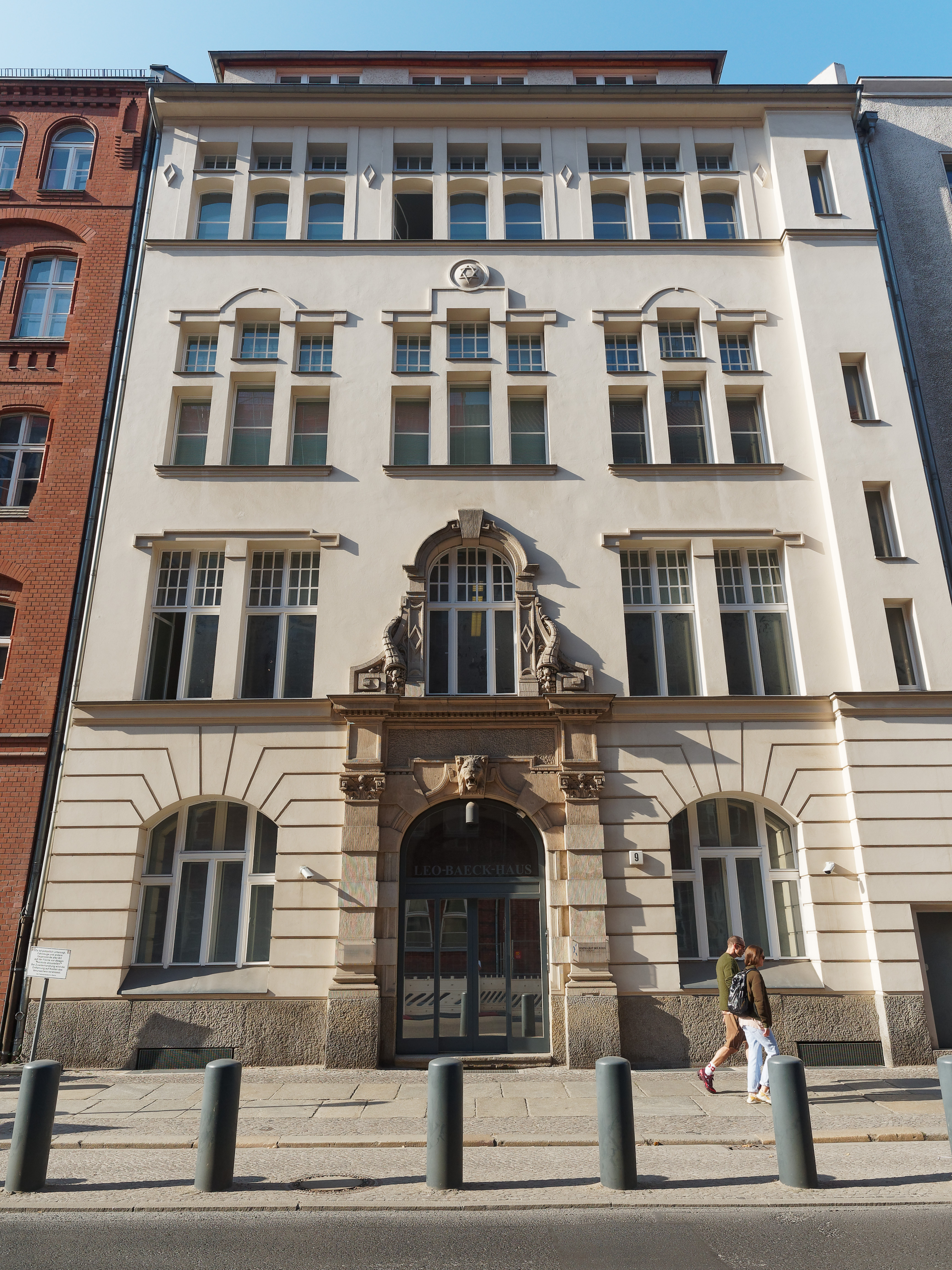
Sídlo organizace v Berlíně

Ústřední rada Židů v Německu (německy: Zentralrat der Juden in Deutschland) je federací židovských organizací v Německu. Je pobočkou Světového židovského kongresu. Byla založena 19. července 1950, zejména kvůli tomu, aby německá vláda měla nějakého partnera pro jednání o židovských otázkách. Termín "Židé v Německu" namísto "němečtí Židé" v názvu organizace byl zvolen záměrně, neboť velkou část členů od počátku tvořili Židé, kteří přišli do Německa po roce 1945 jako přistěhovalci, zpočátku zejména z Polska. To ostatně platí dosud, poslední velká vlna židovských přistěhovalců přišla na konci 80. a na začátku 90. let z Ruska. Rada nejprve sídlila v Düsseldorfu, poté v Bonnu a roku 1990, po znovusjednocení Německa, přesídlila do Berlína. Prvním předsedou rady byl Heinz Galinski, od roku 2014 je jím Josef Schuster. V posledních letech čelí rada kritice ze strany liberálněji a sekulárněji orientovaných Židů za svou přílišnou konzervativnost a lpění na náboženství. V dubnu 2004 propukl otevřený spor mezi předsedou Ústřední rady Paulem Spiegelem a vůdcem liberálnější organizace Svaz pokrokových Židů v Německu Janem Mühlsteinem.